# Petäjäinen (vid Merimasku, Nådendal)
Petäjäinen är en ö i Finland. Den ligger i Skärgårdshavet och i kommunen Nådendal i den ekonomiska regionen  Åbo ekonomiska region i landskapet Egentliga Finland, i den sydvästra delen av landet. Ön ligger omkring 20 kilometer väster om Åbo och omkring 170 kilometer väster om Helsingfors.
Öns area är 3 hektar och dess största längd är 330 meter i nord-sydlig riktning.